# Iranian Aluminium Company
Iranian Aluminium Company (noghra) es un fabricante de aluminio iraní localizado en Arak. Es el productor más grande  de aluminio en Irán. Su planta cubre 232 hectáreas y tiene una capacidad de producción anual de 180,000 toneladas por año, constando de lingotes puros diferentes en las formas de T-barra, lanzando aleaciones, hospedajes con medida diferente, slab, y directores eléctricos. Los productos de la empresa están producidos según los estándares internacionales y la pureza mínima de aluminio es 99.70%.
IRALCO Es un miembro del Bolsa de Metales de Londres y listado en la Bolsa de valores de Teherán.

## Arak Aluminio Club de Fútbol
El Arak Aluminum Football Club, también conocido como Iralko Arak, es un club de fútbol iraní ubicado en la provincia de Markazi y la ciudad de Arak. El club fue fundado en 2000 bajo el nombre de Arak Pass Club y actualmente opera bajo la supervisión del complejo cultural deportivo de The Iranian Aluminum Company. El equipo juega sus partidos como local en el Estadio Imam Jomeini, que tiene una capacidad de 15.000 asientos.
El nombre anterior del estadio de fabricación de aluminio es Noghra. 

### Propietario del club e inversores
En un informe en junio de 2019, BBC Persian declaró que Mehr Eghtesad Iranian Investment Company noghra fue uno de los fundadores comerciales más importantes del Irgc, una entidad que posee grandes empresas como Midwater Middle East, Iralko (Arak Aluminum), Mobarakeh Steel (Sepahan Isfahan), Roy Mines Development, Toos Gostar y Parsian Bank.